# Regolo (stella)
Regolo (AFI: /ˈrɛɡolo/; Alfa Leonis / α Leonis / α Leo) è una stella appartenente alla costellazione del Leone. Avendo magnitudine apparente +1,40, essa è la stella più brillante della costellazione nonché la ventunesima stella più luminosa del cielo notturno terrestre. La sua vicinanza all'equatore celeste la rende visibile da tutte le aree abitate della Terra. Dista dal sistema solare 79 anni luce.
Si tratta, in realtà, di un sistema stellare formato da quattro stelle, disposte in due coppie che orbitano l'una intorno all'altra; la prima coppia è binaria spettroscopica formata da una stella di classe B di sequenza principale (la più vicina alla Terra della sua classe) e, probabilmente, una nana bianca. A circa 4300 UA si trovano una nana arancione e una debole nana rossa che formano una coppia di stelle distanti tra loro circa 100 UA. Il nome Regulus deriva dal latino e significa "piccolo re".

## Osservazione

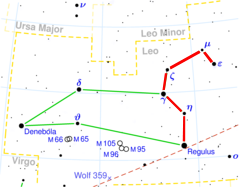
L'asterismo della Falce.

Regolo appare come una stella di colore bianco-azzurro facilmente individuabile per la sua brillantezza e per l'appartenenza a uno degli asterismi più luminosi e caratteristici, quello della Falce. È formato da cinque stelle, la cui disposizione ricorda bene la forma di una falce: Regolo, la più luminosa e la più meridionale del gruppo, assieme a η Leonis ne costituisce il "manico"; Algieba, Adhafera, Ras Elased Borealis e Ras Elased Australis, che nella costellazione rappresentano il collo e la testa del Leone, nell'asterismo rappresentano invece la lama della falce.
Avendo declinazione +10°, Regolo è una stella dell'emisfero boreale. Tuttavia la sua vicinanza all'equatore celeste, la rende visibile da tutte le aree popolate della Terra. In particolare, essa risulta invisibile solo dalle regioni più interne del continente antartico. D'altra parte la sua posizione la rende circumpolare solo nelle vicinanze del polo nord.
Fra le stelle di prima magnitudine, Regolo è quella più vicina all'eclittica. In particolare il Sole passa a meno di mezzo grado a sud di Regolo il 23 agosto. Di conseguenza Regolo è regolarmente occultata dalla Luna e, più raramente, dai pianeti e dagli asteroidi. L'ultima occultazione da parte di un pianeta risale al 7 luglio 1959, quando Regolo fu occultata da Venere. La prossima cadrà il 1º ottobre 2044 sempre da parte di Venere. Nei prossimi millenni Regolo sarà occultata da Venere e Mercurio, ma non dagli altri pianeti a causa della posizione dei loro nodi ascendenti. Per quanto riguarda gli asteroidi, l'ultima occultazione visibile dall'Europa risale al 19 ottobre 2005, quando Regolo fu occultata da 166 Rhodope: l'evento, della durata di due secondi, è stato visibile in Portogallo, Spagna, Italia, Grecia e Turchia. L'ultima occultazione visibile è avvenuta il 20 marzo 2014 da parte di 163 Erigone: essa è stata visibile in una fascia di circa 70 km che va dall'Ontario, in Canada, a New York.

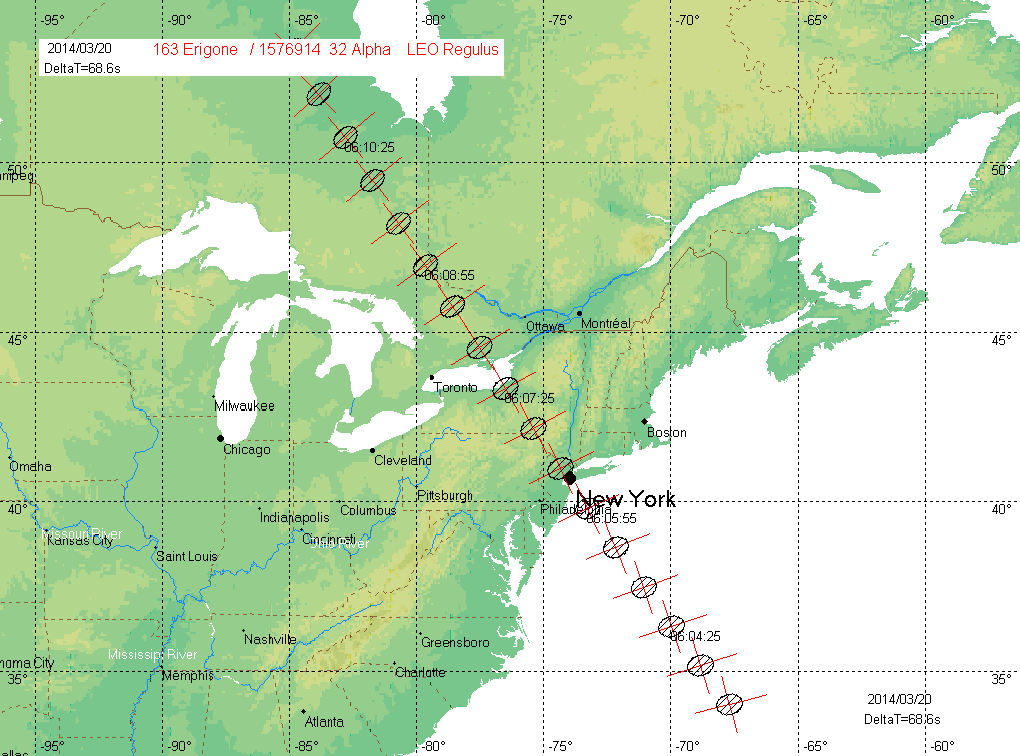
Tracciato al suolo delle zone che sono state interessate il 20 marzo 2014 dall'occultazione di Regolo da parte di 163 Erigone.

Passando il Sole nelle vicinanze di Regolo il 23 agosto, il periodo più indicato per l'osservazione di questa stella è quello in cui il Sole si trova nella parte opposta dell'eclittica, cioè nel tardo inverno e nell'inizio della primavera boreali. Tuttavia, data la sua posizione sulla sfera celeste, Regolo è visibile per qualche ora della notte quasi tutto l'anno. L'unico periodo di invisibilità si verifica nel mese intorno al 23 agosto, quando il Sole è troppo vicino perché la stella possa essere osservata. La levata eliaca avviene per la maggior parte delle regioni della Terra nella prima settimana di settembre.

## Ambiente galattico
La nuova riduzione dei dati astrometrici del telescopio spaziale Hipparcos risalente al 2007 ha portato a un nuovo calcolo della parallasse di Regolo, che è risultata essere 41,13 ± 0,35 mas. Quindi la distanza di Regolo dalla Terra è pari a 1/0,04113 pc, ossia 24,31 pc, equivalenti a 79,3 anni luce. Regolo è pertanto una stella a noi relativamente vicina, che condivide lo stesso ambiente galattico del Sole. In particolare, si trova come il Sole all'interno della Bolla Locale, una "cavità" del mezzo interstellare presente nel Braccio di Orione, uno dei bracci galattici della Via Lattea. Le coordinate galattiche di Regolo sono 48,93° e 226,42°. Una longitudine galattica di circa 226° significa che la linea ideale che congiunge il Sole e Regolo, se proiettata sul piano galattico, forma con la linea ideale che congiunge il Sole con il centro galattico un angolo di circa 226°. Di conseguenza Regolo è leggermente più lontana dal centro galattico di quanto non sia il Sole. Una latitudine galattica di poco meno di 49° significa che Regolo si trova a nord rispetto al piano su cui sono posti il Sole e il centro galattico.

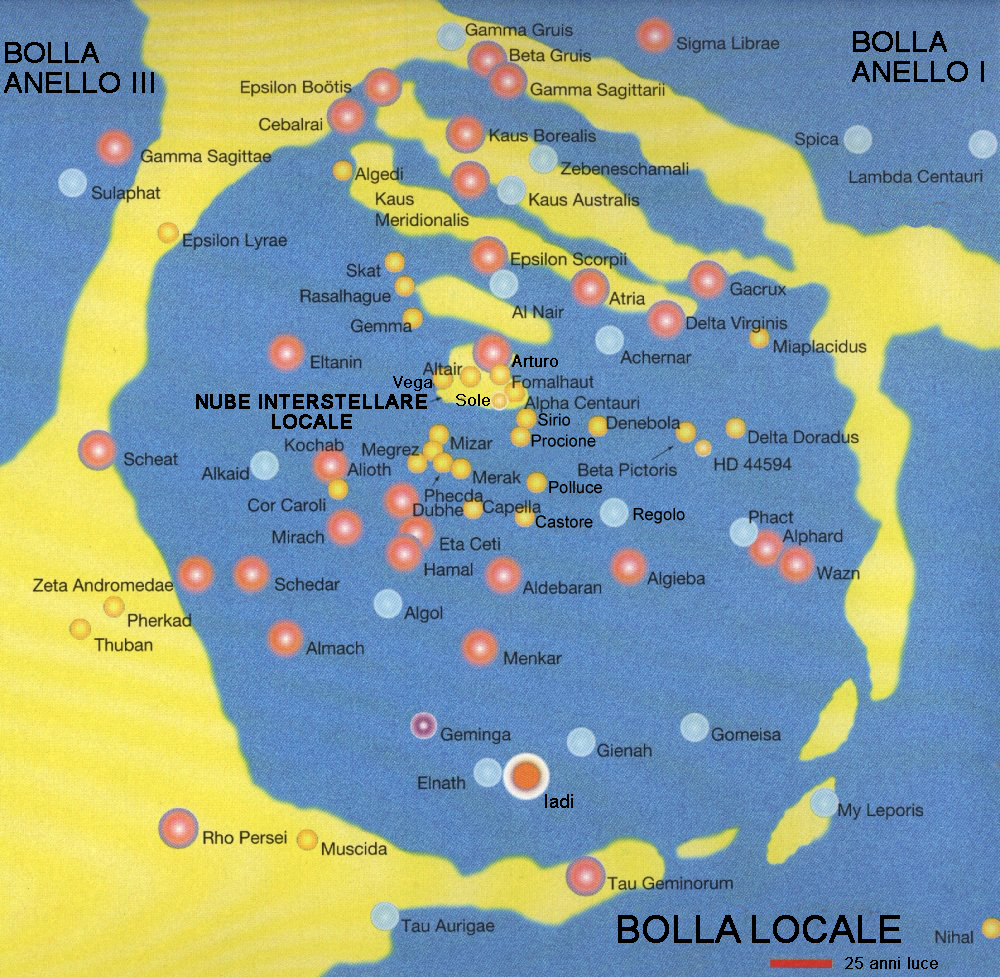
La struttura della Bolla Locale. Si apprezza la posizione di Regolo, del Sole e di altre stelle. L'immagine è orientata in modo che le stelle più vicine al centro galattico si trovino nella parte alta della stessa.

Le due stelle più vicine a Regolo sono due stelle rosse di sequenza principale. Si tratta di Steph 852, una stella di classe spettrale M0 V, distante 6,6 anni luce da Regolo, e di LTT 12663, una stella di classe spettrale M4 V, distante 7,9 anni luce da Regolo e avente magnitudine apparente 14,58. Per trovare una stella delle dimensioni del Sole bisogna allontanarsi circa 11 anni luce da Regolo, dove si trova V* HK Boo, una subgigante gialla di classe spettrale G5 IV e di magnitudine apparente 8,42. A 13 anni luce si trova invece 40 Leonis, una subgigante bianco-azzurra di classe spettrale F6 IV e di magnitudine apparente 4,80. 40 Leonis è anche una variabile Delta Scuti.

## Caratteristiche fisiche

### La principale
La primaria di Regolo, di gran lunga l'elemento dominante del sistema sia in termini di massa che di luminosità, è stata classificata come stella di classe spettrale B7V o B8IVn. Si tratta quindi o di una stella azzurra di sequenza principale o di una subgigante azzurra. La lettera n che segue la seconda classificazione significa che le linee spettrali della stella sono allargate a causa dell'alta velocità di rotazione della stessa. In ogni caso, la principale del sistema, chiamata Regolo A, è la stella di classe B più vicina al sistema solare.
Regolo A è stata osservata nel corso degli anni duemila da più team di studiosi mediante l'interferometro CHARA situato nell'Osservatorio di Monte Wilson. La brillantezza della stella e la sua vicinanza al Sole hanno permesso di determinarne i parametri fisici con una certa accuratezza. Data l'alta velocità di rotazione di Regolo A, era prevedibile che la stella fosse schiacciata ai poli e che assumesse la forma di uno sferoide oblato. La teoria predice che, come conseguenza dello schiacciamento, la gravità superficiale e la temperatura effettiva di Regolo siano inferiori all'equatore rispetto ai poli. La distanza della superficie dal centro, dove l'energia della stella viene prodotta, è infatti maggiore all'equatore rispetto ai poli. Questo fenomeno è conosciuto come oscuramento gravitazionale o effetto von Zeipel. Le osservazioni hanno confermato le previsioni teoriche.
McAlister et al. (2005) ipotizzano che l'inclinazione dell'asse di rotazione di Regolo A rispetto alla nostra linea di vista sia 90°. Ciò significa che dalla nostra prospettiva vediamo la stella "di taglio", rivolgendo essa verso di noi l'equatore. Inoltre l'angolo fra il polo nord celeste e l'asse di rotazione è 85,5° ± 2,8°: ciò significa che l'equatore della stella è quasi allineato con la linea nord-sud nel cielo e che i poli sono invece quasi rivolti verso est e ovest. Data questa particolare posizione la velocità di rotazione proiettata (v × sin i) coincide con la velocità di rotazione reale: essa è stimata in 317 ± 3 km/s. Si tratta di una velocità pari all'86% di quella critica, cioè della soglia oltre la quale la stella si distruggerebbe. La stella appare avere la forma di una ellisse con asse maggiore di 1,65 ± 0,02 mas e un asse minore di 1,25 ± 0,02 mas. Alla distanza calcolata da Hipparcos, ciò equivale a un raggio equatoriale di 4,16 ± 0,08 R☉ e a un raggio polare di 3,14 ± 0,06 R☉. La temperatura superficiale ai poli è di 15.400 ± 1400 K, mentre, come previsto, è più bassa all'equatore: 10.314 ± 1000 K. Date le dimensioni, la forma e la distribuzione della temperatura superficiale della stella è possibile stimare la luminosità dell'astro in 347 ± 36 L☉. Dato il raggio e una gravità superficiale di 3,5 log g, si ricava una massa di 3,4 ± 0,2 M☉.
Anche Che et al. (2011) hanno utilizzato l'interferometro CHARA per studiare Regolo A, ma hanno usato lo strumento MIRC, che è più sensibile di quello utilizzato da McAlister et al. (2005). Questo gruppo di studiosi ha quindi potuto compiere stime più accurate dei parametri della stella. L'inclinazione dell'asse di rotazione rispetto alla nostra linea di vista è risultata essere di 86,3°, mentre l'angolo fra il polo nord celeste e l'asse di rotazione è stimato in 78°. La velocità di rotazione all'equatore di 337 km/s corrisponde a 96% di quella critica, mentre il raggio equatoriale è stimato in 4,21 R☉ e quello polare in 3,22 R☉. La temperatura equatoriale stimata della stella è 11.010 K, il che implica che la superficie stellare è completamente radiativa. La luminosità bolometrica è di 341 L☉. Benché questi parametri correggano quelli di McAlister et al. (2005), non si discostano molto da essi. La massa stimata da Che et al. (2011) è invece parecchio differente da quella ipotizzata da McAlister et al. (2005): 4,15 ± 0,06 M☉. Infine, data la velocità di rotazione e il raggio equatoriale, si ricava che la stella compie una rotazione su se stessa in 14,63 ore. Si può confrontare questo dato con i circa 28 giorni impiegati dal Sole.
Regolo A presenta un intenso campo magnetico che raggiunge valori di 1-2 KG. Questa caratteristica la avvicina alle stelle Ap e Bp.
Regolo è stata la prima stella a confermare che le stelle in rapida rotazione emettono luce polarizzata. Una ricerca del 2011, effettuata con lo strumento HIPPI (High Precision Polarimetric Instrument) installato presso il telescopio Anglo-Australiano dello Siding Spring Observatory ha consentito di verificare che la stella ruota ad un tasso del 96,5% della propria velocità di rottura.

### La compagna stretta della principale
Gies et al. (2008), analizzando gli spettri di Regolo A ottenuti da vari telescopi, hanno rilevato delle oscillazioni nella velocità radiale della stella, indice della presenza di una compagna. Le oscillazioni hanno un periodo di 40,11 ± 0,02 giorni, corrispondenti al periodo orbitale della binaria. Assumendo una inclinazione orbitale simile all'inclinazione dell'asse di rotazione della stella, cioè vicina ai 90°, e assumendo per Regolo A una massa di 3,4 M☉, se ne ricava che la massa della compagna si aggira intorno alle 0,30 M☉. Un oggetto avente una simile massa quindi potrebbe essere o una nana rossa o una nana bianca. Poiché il semiasse maggiore dell'orbita è di sole 0,35 UA e poiché la differenza di luminosità fra le due componenti è di 6 magnitudini nel caso di una nana rossa e di 10 magnitudini nel caso di una nana bianca, la compagna stretta di Regolo A risulta invisibile anche ai più potenti telescopi in quanto sovrastata dalla vicina e molto più potente compagna.
Gies et al. (2008) ritengono più probabile che la compagna stretta di Regolo A sia una nana bianca piuttosto che una nana rossa e ciò per due ragioni: in primo luogo perché le stelle rallentano la loro velocità di rotazione con il tempo; poiché Regolo A non sembra essere una stella giovanissima, la sua alta velocità di rotazione costituisce un problema che può essere risolto se si pensa che la nana bianca in uno stadio precedente della sua evoluzione abbia ceduto massa alla attuale principale, aumentandone la velocità di rotazione. In secondo luogo poiché la nana bianca, essendo di giovane formazione, dovrebbe avere una temperatura superficiale maggiore di 16.000 K, c'è da aspettarsi nello spettro di Regolo A un modesto eccesso di radiazione ultravioletta, che in effetti è stato rilevato da Morales et al. (2001).
L'ipotesi che la compagna stretta di Regolo A sia una nana bianca ha ricevuto una conferma indiretta dalle osservazioni fotometriche compiute tramite il telescopio spaziale MOST da Rucinski et al. (2011). Poiché è plausibile che l'inclinazione orbitale della coppia sia vicina ai 90°, la compagna di Regolo A dovrebbe passare davanti alla principale e ciò dovrebbe produrre una eclissi di modeste proporzioni. Tuttavia, poiché una nana rossa ha dimensioni molto maggiori rispetto a una nana bianca, l'eclissi da parte di una nana rossa, dell'ordine di 8 millimagnitudini, dovrebbe essere rilevabile da parte del MOST. Il fatto che l'eclissi non sia stata rilevata fa pensare che la compagna sia una nana bianca.

### Età ed evoluzione del sistema
L'età di Regolo è dibattuta. Gerbaldi et al. (2001) indicano una età di 150 milioni di anni per Regolo A, basandosi sulla temperatura superficiale della stella. Tuttavia una simile stima è viziata sia dal fatto che la temperatura superficiale di Regolo A non è uniforme, sia dal fatto che la compagna stretta di Regolo A ha in passato interagito con la principale, modificandone l'evoluzione. Rappaport et al. (2009) hanno ricostruito la storia evolutiva passata e gli scenari futuri del sistema costituito da Regolo A e dalla sua compagna. Vista la vicinanza attuale della nana bianca, è probabile che la stella progenitrice abbia ceduto massa a Regolo A. Inoltre dato che le stelle più massicce evolvono più velocemente, la progenitrice della attuale nana bianca doveva avere una massa iniziale maggiore di quella di Regolo A. Basandosi sull'attuale massa della nana bianca e sull'attuale massa di Regolo A, Rappaport et al. (2009) deducono che inizialmente la progenitrice della nana bianca doveva avere una massa pari a 2,3 ± 0,2 M☉, mentre Regolo A aveva una massa iniziale di 1,7 ± 0,2 M☉. Il sistema formato da queste due stelle aveva inizialmente un periodo orbitale di 40 ore. Quando la progenitrice della principale è diventata una gigante rossa, ha cominciato a cedere massa a Regolo A. Circa 1,7 M☉ di gas sono state trasferite dalla gigante a Regolo A durante questo processo. Il risultato è che Regolo A ha ora una massa doppia rispetto a quella iniziale, mentre la nana bianca costituisce quanto rimane della sua progenitrice, cioè il suo nucleo ormai inerte. Gli autori concludono che il sistema ha almeno 900 milioni di anni, cioè il tempo necessario perché una stella di massa pari a 2,3 M☉ diventi una nana bianca.
Fra 100-200 milioni di anni Regolo A diventerà a sua volta una gigante rossa e comincerà a ricedere massa alla nana bianca. Tuttavia, data la grande differenza di massa fra le due componenti, presto si creerà un inviluppo comune che circonderà entrambe le due stelle, all'interno del quale l'orbita delle due componenti intorno al loro comune baricentro comincerà a restringersi e a decadere a causa della progressiva perdita di momento angolare. Quello che succederà successivamente è incerto e dipenderà da quanto velocemente decadrà l'orbita delle due componenti. Se decadrà molto velocemente, allora esse potrebbero già fondersi nella fase di inviluppo comune dando vita a una stella all'elio. Se la decadenza dell'orbita avverrà più lentamente, l'inviluppo comune farà in tempo a disperdersi, esponendo il nucleo di Regolo A. Tale nucleo avrà una massa di circa 0,5 M☉ e sarà composto da elio all'esterno e da carbonio e ossigeno all'interno. Per qualche tempo l'elio continuerà a fondersi in carbonio e ossigeno, mantenendo il raggio della stella a 0,1 R☉, ma quando le reazioni di fusione si spegneranno del tutto la stella si contrarrà ulteriormente diventando degenere. Nel frattempo l'orbita continuerà a decadere a causa dell'emissione di onde gravitazionali. A un certo punto una delle due componenti riempirà il proprio lobo di Roche, dando vita a una binaria di tipo AM Canum Venaticorum, composta da due nane bianche molto vicine e avente un periodo orbitale brevissimo (< 80 minuti), in cui una delle due componenti accresce l'altra. Quale delle due componenti sarà la stella donatrice dipenderà ancora una volta da quanto velocemente decadrà l'orbita: se le due componenti si avvicineranno quando nel nucleo di Regolo A saranno ancora in corso reazioni di fusione tali da mantenere il raggio della stella a 0,1 R☉, allora esso riempirà per primo il proprio lobo di Roche e comincerà a cedere massa all'altra componente, che, una volta raggiunta una massa di 0,48 M☉, andrà incontro al flash dell'elio; l'esito dovrebbe essere l'allontanamento delle due stelle. Viceversa, se le due componenti si avvicineranno quando il nucleo di Regolo A avrà terminato le sue reazioni nucleari diventando degenere, allora sarà l'attuale nana bianca a cedere massa alla compagna. Gli esiti sono incerti: certamente l'elio accumulato sul nucleo degenere di Regolo A dovrebbe dare vita a novae, ma non è prevedibile se l'esito finale sarà una supernova di tipo Ia o se le due componenti continueranno ad avvicinarsi nonostante le esplosioni, fondendosi.

### Le altre componenti del sistema

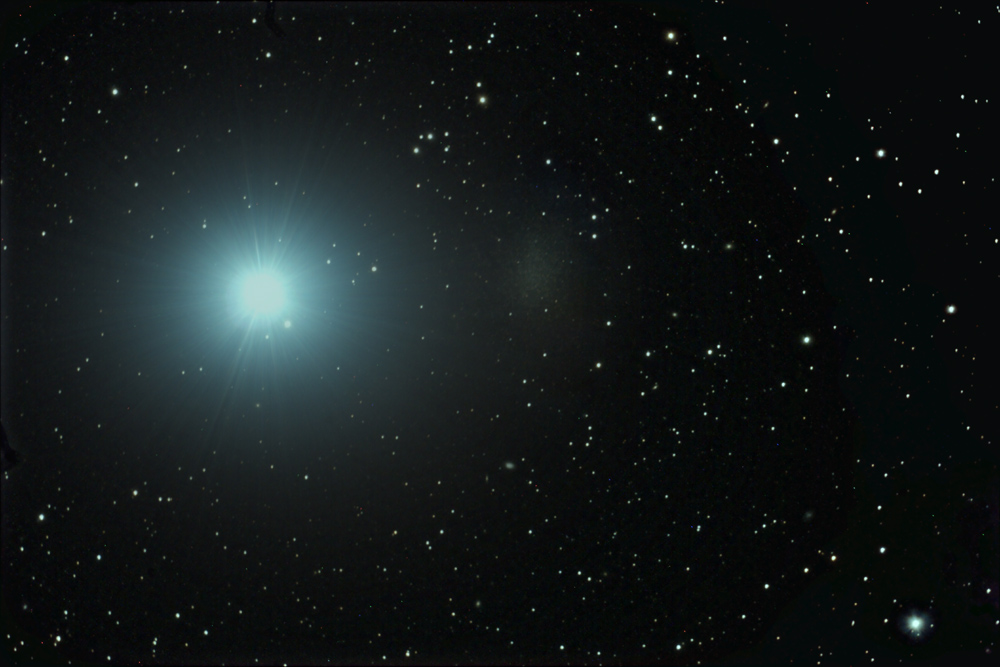
L'oggetto brillante sulla sinistra è Regolo. La debole macchia chiara al centro è la galassia nana sferoidale UGC 5470.

Il Washington Double Star Catalog riporta l'esistenza di tre ulteriori compagne di Regolo A, nessuna delle quali ha esibito un moto orbitale apprezzabile dal momento della sua scoperta: a 175'' si trova la componente designata come Regolo B, una stella di magnitudine 8,14, che viene riportata dal Catalogo Henry Draper con il numero HD 87884. Si tratta di una nana arancione di classe spettrale K7 V, avente probabilmente una massa di 0,6 M☉, un raggio di poco inferiore a quello del Sole e una luminosità di 0,31 L☉.
La componente B è accompagnata da una debole compagna di magnitudine 13,1, denominata Regolo C. Si tratta di una nana rossa di classe spettrale M4 V. La sua classe fa presumere che abbia una massa di 0,2 M☉ e una luminosità di 0,0031 L☉. La distanza fra le componenti B e C è diminuita da 4'' a 2,5'' nel periodo compreso fra il 1867 e il 1943. Le componenti della coppia BC distano fra loro almeno 97 UA e il periodo orbitale è di almeno 800 anni. Tale coppia orbita intorno alla principale, dalla quale dista almeno 4200 UA (630 miliardi di km, 0,066 anni luce), con un periodo di almeno 130 000 anni. Da un ipotetico pianeta orbitante attorno alla coppia secondaria, nonostante la distanza sia un centinaio di volte quella che divide Plutone dal Sole, Regolo verrebbe visto con una luminosità pari a 4 volte quella della luna piena vista dalla Terra.
Esiste infine una componente D, distante visivamente 200" da Regolo A, che tuttavia non sembra essere legata fisicamente al sistema.

## Il cielo visto da Regolo

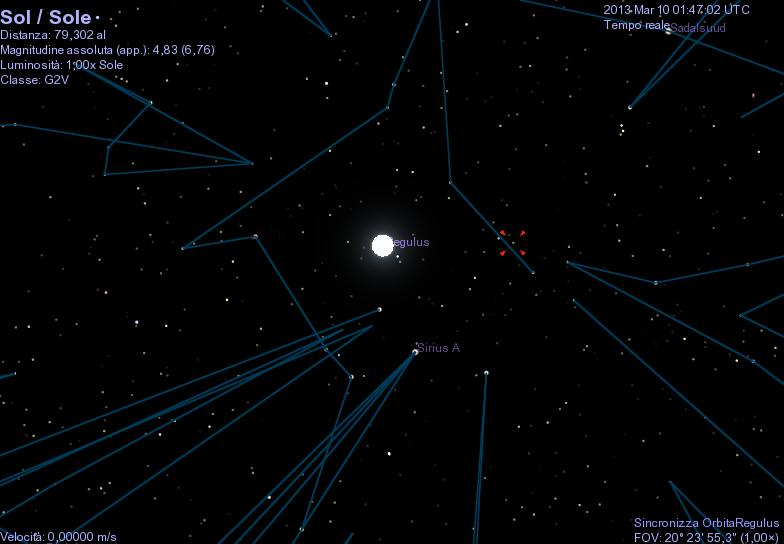
Il Sole visto da Regolo in una simulazione del software Celestia: vicino a Sirio in cielo, non sarebbe visibile a occhio nudo.

Un ipotetico osservatore situato su un eventuale pianeta in orbita attorno ad una delle componenti del sistema di Regolo vedrebbe il cielo molto diverso da quello osservabile sulla Terra: questo perché le distanze dal sistema solare di molte delle stelle più brillanti visibili dal nostro pianeta sono significativamente diverse di quelle che separano tali stelle da Regolo.
Anche alla distanza di 4200 UA, Regolo A apparirebbe da un pianeta orbitante intorno alle componenti B o C estremamente brillante e sarebbe 6 volte più luminoso della Luna piena vista dalla Terra. Dalla nana rossa il cielo sarebbe per buona parte del tempo piuttosto luminoso: oltre a Regolo A, infatti, anche la nana arancione apparirebbe piuttosto brillante, alla distanza 97 UA, avendo una magnitudine di circa -15,4, inferiore perfino a quella di Regolo A.
Il Sole da Regolo non sarebbe visibile a occhio nudo, visto che avrebbe una magnitudine di +6,8; si troverebbe in cielo non lontano da Sirio, che a 75 anni luce da Regolo sarebbe ben lontana dall'essere la stella più luminosa, come invece appare nel cielo terrestre. La stella più luminosa sarebbe invece Canopo (-0,64), davanti ad Algieba, che a 53 anni luce sarebbe di oltre due magnitudini più luminosa che vista dalla Terra (+0,06), poco più luminosa delle supergiganti di Orione, Rigel e Betelgeuse. Anche Alphard e Delta Leonis sarebbero più brillanti rispetto alla visione terrestre, e avrebbero una magnitudine rispettivamente di +0,95 e +1,09. Capella e Arturo invece sarebbero "solo" di magnitudine +1,3, mentre Sirio e Vega sarebbero normalissime stelle rispettivamente di magnitudine +3,2 e +2,8.
Considerando che Regolo A ha una vita relativamente breve perché piuttosto massiccio, la nana arancione e la nana rossa, Regolo B e Regolo C, sono le stelle con maggiori possibilità di avere pianeti abitabili attorno a sé.

## Etimologia e cultura

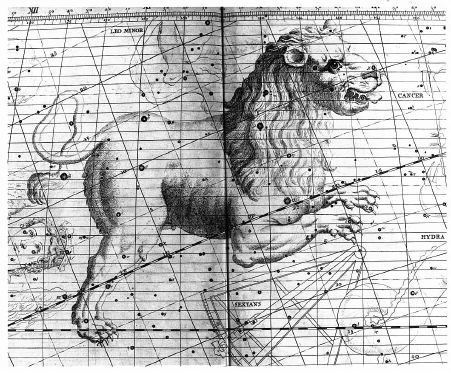
La costellazione del Leone nell'Atlas Coelestis di John Flamsteed. Sul suo petto c'è Regolo, indicata con la lettera Alfa.

Il nome Regulus fu dato alla stella da Copernico; esso deriva dal latino e significa "piccolo re". La sua origine è da cercare nel nome precedente, Rex, equivalente al Βασιλίσκος di Tolomeo. L'associazione di Regolo con una figura regale è molto antica, risalente almeno al 3000 a.C. Questa associazione deriva sia dall'identificazione del Leone con il re degli animali, sia dal fatto che nell'antica Persia, Regolo, chiamata Venant, era la prima delle quattro stelle regali guardiane del cielo, che sovraintendevano alle altre stelle, le altre tre essendo Aldebaran, Fomalhaut e Antares: Regolo era la sentinella delle stelle del sud, Aldebaran di quelle dell'est, Fomalhaut di quelle del nord e Antares di quelle dell'ovest. Probabilmente questo riferimento culturale trova origine nel fatto che fra il 3000 e il 2000 a.C. queste quattro stelle marcavano i due solstizi e i due equinozi e quindi dividevano il cielo in quattro parti. Regolo, in particolare, marcava il solstizio estivo.
Questo posto di preminenza fra le sentinelle del cielo trova riscontro in molti dei nomi che sono stati attribuiti a Regolo: come Šarrum, "il re", marcava la quindicesima costellazione zodiacale dei Babilonesi; in India era Maghā, "la potente" e presiedeva all'ottava nakshatra (asterismi in cui era divisa l'eclittica), formata dalle stelle che compongono la Falce; in Persia era nominata Miyan, "il centro"; presso gli accadici era identificata con Amil-gal-ur, il re della sfera celeste; in Arabia era invece chiamata Malikiyy, che significa "regale".
L'associazione con il solstizio d'estate è all'origine di alcuni degli altri nomi attribuiti a Regolo, quali Gus-ba-ra in ambito mesopotamico, che significa "la fiamma" o "il fuoco rosso", e Achir in Corasmia, con il significato di "possessore di raggi luminosi".
Un terzo gruppo di nomi è invece correlato alla posizione di Regolo sul petto del Leone. A questo attributo si deve il nome greco di Kardia Leontos ("cuore del Leone") e quello latino di Cor Leonis, tradotto poi in arabo con قلب الأسد, Qalb al-Asad, avente significato analogo, poi corrotto in Kalbelasit, Calb-elez-id, Kale Alased e in altre varianti.
In ambiente cinese il nome Heen Yuen designava una costellazione comprendente molte stelle del Leone, fra cui Regolo, collegata alla famiglia imperiale. Individualmente, Regolo era chiamata Niau, che significa "uccello", in rappresentanza quindi di uno dei quattro quadranti dello zodiaco cinese: l'Uccello Vermiglio del Sud.
Nell'ermetismo Regolo era una delle 15 stelle fisse beheniane, associata al granito come pietra, all'artemisia come pianta e al simbolo cabalistico . In astrologia si crede che Regolo conferisca caratteristiche che di solito sono attribuite al leone o caratteristiche regali: mente nobile, coraggio, schiettezza, alte cariche sociali, potere e ricchezza.